# A magyar jégkorong-válogatott mérkőzései 1996-ban
A magyar jégkorong-válogatott 1996-ban két nemzetközi tornán vett részt. Az első, a Szlovéniában megrendezett C. csoportos világbajnokság, ahol a csapat a 4. helyen végzett, a másik pedig a lett fővárosban tartott olimpiai selejtező torna volt, a válogatott 2-2 győzelem és vereség után a 3. helyen végzett, és ezzel nem jutott ki az 1998. évi téli olimpiai játékokra.

## Eredmények
Barátságos mérkőzés
| 520. mérkőzés 1996. január 26. | Magyarország    | 7 – 0 | Horvátország | Székesfehérvár |
| 520. mérkőzés 1996. január 26. | (1:0, 4:0, 2:0) |       |              | Székesfehérvár |

Barátságos mérkőzés
| 521. mérkőzés 1996. január 28. | Magyarország    | 6 – 0 | Horvátország | Székesfehérvár |
| 521. mérkőzés 1996. január 28. | (1:0, 3:0, 2:0) |       |              | Székesfehérvár |

Világbajnokság C. csoport
| 522. mérkőzés 1996. március 22. | Magyarország    | 1 – 4 | Ukrajna | Kranj |
| 522. mérkőzés 1996. március 22. | (0:0, 1:3, 0:1) |       |         | Kranj |

Világbajnokság C. csoport
| 523. mérkőzés 1996. március 23. | Magyarország    | 2 – 7 | Kazahsztán | Kranj |
| 523. mérkőzés 1996. március 23. | (0:2, 1:4, 1:1) |       |            | Kranj |

Világbajnokság C. csoport
| 524. mérkőzés 1996. március 25. | Magyarország    | 5 – 3 | Románia | Jesenice |
| 524. mérkőzés 1996. március 25. | (2:1, 1:1, 2:1) |       |         | Jesenice |

Világbajnokság C. csoport
| 525. mérkőzés 1996. március 26. | Magyarország    | 5 – 5 | Észtország | Kranj |
| 525. mérkőzés 1996. március 26. | (0:2, 2:1, 3:2) |       |            | Kranj |

Világbajnokság C. csoport
| 526. mérkőzés 1996. március 28. | Szlovénia       | 4 – 3 | Magyarország | Jesenice |
| 526. mérkőzés 1996. március 28. | (1:1, 1:1, 2:1) |       |              | Jesenice |

Világbajnokság C. csoport
| 527. mérkőzés 1996. március 29. | Magyarország    | 10 – 0 | Horvátország | Kranj |
| 527. mérkőzés 1996. március 29. | (4:0, 1:0, 5:0) |        |              | Kranj |

Világbajnokság C. csoport
| 528. mérkőzés 1996. március 31. | Magyarország    | 8 – 2 | Kína | Jesenice |
| 528. mérkőzés 1996. március 31. | (2:1, 5:0, 1:1) |       |      | Jesenice |

Olimpiai előselejtező torna
| 529. mérkőzés 1996. augusztus 27. | Magyarország    | 1 – 13 | Fehéroroszország | Riga |
| 529. mérkőzés 1996. augusztus 27. | (1:3, 0:6, 0:4) |        |                  | Riga |

Olimpiai előselejtező torna
| 530. mérkőzés 1996. augusztus 28. | Lettország      | 10 – 2 | Magyarország | Riga |
| 530. mérkőzés 1996. augusztus 28. | (4:1, 2:0, 4:0) |        |              | Riga |

Olimpiai előselejtező torna
| 531. mérkőzés 1996. augusztus 30. | Magyarország    | 9 – 4 | Litvánia | Riga |
| 531. mérkőzés 1996. augusztus 30. | (3:2, 2:0, 4:2) |       |          | Riga |

Olimpiai előselejtező torna
| 532. mérkőzés 1996. szeptember 1. | Magyarország    | 7 – 4 | Észtország | Riga |
| 532. mérkőzés 1996. szeptember 1. | (3:0, 2:1, 2:3) |       |            | Riga |

## Külső hivatkozások
- A Magyar Jégkorong Szövetség hivatalos honlapja